# Solana de los Barros
Solana de los Barros je španělská obec situovaná v provincii Badajoz (autonomní společenství Extremadura).

## Poloha
Obec je vzdálena 14 km od města Almendralejo, 34 km od Méridy a 45 km od města Badajoz. Patří do okresu Tierra de Barros a soudního okresu Almendralejo. Obcí prochází silnice EX-300.

## Historie
V roce 1834 se obec stává součástí soudního okresu Almendralejo. V roce 1842 čítala obec 46 usedlostí a 180 obyvatel.

## Odkazy

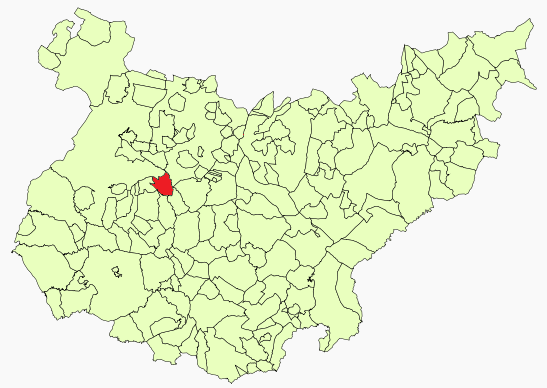
Poloha obce v provincii Badajoz

## Demografie
| Populace obce Solana de los Barros z let (1842–2010) | Populace obce Solana de los Barros z let (1842–2010) | Populace obce Solana de los Barros z let (1842–2010) | Populace obce Solana de los Barros z let (1842–2010) | Populace obce Solana de los Barros z let (1842–2010) | Populace obce Solana de los Barros z let (1842–2010) | Populace obce Solana de los Barros z let (1842–2010) | Populace obce Solana de los Barros z let (1842–2010) | Populace obce Solana de los Barros z let (1842–2010) | Populace obce Solana de los Barros z let (1842–2010) | Populace obce Solana de los Barros z let (1842–2010) | Populace obce Solana de los Barros z let (1842–2010) | Populace obce Solana de los Barros z let (1842–2010) | Populace obce Solana de los Barros z let (1842–2010) | Populace obce Solana de los Barros z let (1842–2010) | Populace obce Solana de los Barros z let (1842–2010) | Populace obce Solana de los Barros z let (1842–2010) | Populace obce Solana de los Barros z let (1842–2010) |
| ---------------------------------------------------- | ---------------------------------------------------- | ---------------------------------------------------- | ---------------------------------------------------- | ---------------------------------------------------- | ---------------------------------------------------- | ---------------------------------------------------- | ---------------------------------------------------- | ---------------------------------------------------- | ---------------------------------------------------- | ---------------------------------------------------- | ---------------------------------------------------- | ---------------------------------------------------- | ---------------------------------------------------- | ---------------------------------------------------- | ---------------------------------------------------- | ---------------------------------------------------- | ---------------------------------------------------- |
| 1842                                                 | 1857                                                 | 1860                                                 | 1877                                                 | 1887                                                 | 1897                                                 | 1900                                                 | 1910                                                 | 1920                                                 | 1930                                                 | 1940                                                 | 1950                                                 | 1960                                                 | 1970                                                 | 1981                                                 | 1991                                                 | 2001                                                 | 2010                                                 |
| 180                                                  | 383                                                  | 332                                                  | 409                                                  | 557                                                  | 685                                                  | 745                                                  | 1 117                                                | 1 481                                                | 1 931                                                | 2 313                                                | 2 889                                                | 3 007                                                | 2 774                                                | 2 805                                                | 2 785                                                | 2 792                                                | 2 765                                                |